# Estació d'Abrera (LOF)
|  | Per a l'estació de Ferrocarrils de la Generalitat de Catalunya vegeu Estació d'Abrera |

Abrera Centre és una estació de ferrocarril en projecte al centre del municipi d'Abrera, a la comarca del Baix Llobregat. A l'estació hi pararan trens de la futura línia Orbital Ferroviària (LOF), i se situarà a l'extrem oest del centre del nucli urbà, just al costat del mercat municipal d'Abrera.

## Serveis ferroviaris
| Rodalia de Barcelona   |              |               |                   |                        |
| Procedència/Destinació | <            | Línia         | >                 | Procedència/Destinació |
| Projecte               |              |               |                   |                        |
| Mataró                 | Esparreguera | Línia Orbital | Martorell Polígon | Vilanova i la Geltrú   |